# Myodermum grossum
Myodermum grossum är en skalbaggsart som beskrevs av Louis Burgeon 1934. Myodermum grossum ingår i släktet Myodermum och familjen Cetoniidae. Inga underarter finns listade i Catalogue of Life.